# Ніколайчук Аіда Юріївна
Аіда Юріївна Ніколайчук (нар. 3 березня 1982, Одеса, УРСР) — українська співачка, учасниця 2-го сезону і переможниця 3-го сезону вокального шоу «X-Фактор».

## Біографія
Народилася 3 березня 1982 р. в Одесі в звичайній родині. Мама — Муніка Ірина Леонідівна, кравець, тато — Тітаєв Юрій Євгенійович, фахівець з комп'ютерів, сестра — Муніка Олександра Сергіївна. Коли Аіді було 10 років, її батьки розлучилися. Зараз батько Аіди проживає окремо, з матір'ю і сестрою у неї дуже близькі стосунки.
У 1988 році Аіда пішла в школу. За час навчання змінила кілька шкіл. Їй добре давалися гуманітарні науки — музика і малювання. З точних подобалися математика, алгебра, геометрія та креслення. У 1998 році після 9-ти класів поступила в швейний коледж. Після вступу в училище Аіда Ніколайчук познайомилася з хіп-хоп гуртом та стала у ньому бек-вокалісткою. У 2002 році Аіда припинила свою участь в групі.
Після коледжу змінила кілька різних робіт. Пізніше влаштувалася на роботу в магазин одягу на посаду старшого касира, де і пропрацювала аж до участі в «Х-факторі».

## Кар'єра

### Х-Фактор
У 2011 році Аіда прийшла на телевізійний кастинг 2-го сезону шоу Ікс-Фактор. Після одноголосного рішення суддів Аіда пройшла в тренувальний табір. На цьому етапі у результаті невдалого виступу «у трійці» вона покинула проєкт. Та навіть після її вибуття з проєкту, відео її виступу на кастингу набрало рекордну кількість переглядів у всесвітньому відео-хостингу YouTube, завдяки чому Аіда вирішила йти далі. Вона взяла участь у 3-му сезоні проєкту «Х-фактор онлайн» та стала його переможцем, що, за правилами шоу, гарантує проходження до тренувального табору наступного сезону, оминаючи кастинги та попередній відбір.
У 3-му сезоні проєкту Аіда пройшла етап тренувального табору та потрапила в число найкращих конкурсантів у категорії «старші за 25». Наставником цієї категорії став Ігор Кондратюк. На етапі «візит до суддів» Аіда виступила перед всесвітньо відомим поп-виконавцем Томасом Андерсом. Після цього виконання Аіда увійшла в трійку у своїй категорії та у 12 найкращих фіналістів проєкту. Разом з нею до категорії потрапили Євген Літвінкович та Яків Головко. Далі почався етап прямих ефірів, коли щотижня шоу залишає один з учасників. Лідери та аутсайдери визначаються шляхом глядацького голосування. Аіді Ніколайчук вистачило підтримки, аби не залишити шоу, та жодного разу не бути в номінації на вибування. 22 грудня 2012 року вона потрапила до фіналу шоу, її суперниками стали Олексій Смирнов та Євген Літвінкович. 29 грудня 2012 року вона стала суперфіналісткою, а з шоу вибув Олексій Смирнов. 5 січня 2013 року на гала-концерті Аіду оголосили переможцем 3-го сезону шоу Ікс-Фактор.

### Пісні, виконані Аідою Ніколайчук на шоу Х-Фактор
| Етап                          | Пісня                                               |
| ----------------------------- | --------------------------------------------------- |
| Кастинг 2-го сезону           | Поліна Гагаріна «Колыбельная»                       |
| 5-й прямий ефір 2-го сезону   | Юлія Савічева «Высоко»                              |
| Гала-концерт 2-го сезону      | Adele «Rolling in the Deep»                         |
| Тренувальний табір            | Whitney Houston «I wanna Run To You»                |
| Візит до суддів               | Christina Aguilera «You lost me»                    |
| 1-й прямий ефір               | Barbra Streisand «Woman in love»                    |
| 2-й прямий ефір               | Spice Girls «Viva Forever»                          |
| 3-й прямий ефір               | «Любовь — волшебная страна» з к/ф «Жестокий романс» |
| 4-й прямий ефір               | Lauren Christy «Color of the night»                 |
| 5-й прямий ефір               | Ірина Білик «Зіронька»                              |
| 6-й прямий ефір               | Ані Лорак «Спроси мое сердце»                       |
| 7-й прямий ефір               | ABBA «Money, Money, Money»                          |
| 8-й прямий ефір               | Marilyn Monroe «I Wanna Be Loved By You»            |
|                               | Тіна Кароль «Ніжно»                                 |
| 9-й прямий ефір               | Kylie Minogue «In your eyes»                        |
|                               | Людмила Сенчина «Белые акации»                      |
| 10-й прямий ефір (фінал)      | Поліна Гагаріна «Колыбельная»                       |
|                               | Chris Norman «Stumblin' In» (дуетом з К. Норманом)  |
|                               | Lara Fabian «Je suis Malade»                        |
| 11-й прямий ефір (суперфінал) | Marilyn Monroe «I Wanna Be Loved By You»            |
|                               | ABBA «Money, Money, Money»                          |
|                               | Ірина Білик «Зіронька»                              |
|                               | Pink «Try»                                          |
|                               | Поліна Гагаріна «Колыбельная»                       |

### Сольна кар'єра
У 2013 році Аіда Ніколайчук уклала контракт зі світовою компанією звукозапису Sony Music, і в кінці травня того ж року презентувала свій перший сингл «На твоей планете». 31 травня 2013 у рідному місті Одесі відбувся перший сольний концерт Аіди Ніколайчук. У липні 2013 року Аіда презентувала свій перший кліп на пісню «На твоей планете».
У листопаді 2013 вийшов другий кліп «Не обещай». 14 грудня 2013 Аіда Ніколайчук випустила свій перший альбом «Ми під одним небом». Наприкінці 2013 Аіда брала участь у Національному відборі на Пісенний конкурс «Євробачення 2014» від України, але у фінал так і не потрапила. 3 березня 2014 вийшов сингл «Eternity», що не увійшов до першого альбому.
Наприкінці літа 2014 Аіда розірвала контракт з Sony Music і розпочала співпрацю з новою командою. 29 вересня 2014 вийшла нова пісня «Музика», яка ознаменувала новий період у творчості Аїди Ніколайчук. 2 грудня 2014 вийшла пісня «Два неба».
У 2016 році брала участь у півфіналі національного відбору Пісенного конкурсу «Євробачення 2016».

#### Сингли
| Дата презентації  | Пісня                       | Альбом             |
| ----------------- | --------------------------- | ------------------ |
| 27 травня 2013    | На твоей планете            | Мы под одним небом |
| 20 липня 2013     | Мы под одним небом          | Мы под одним небом |
| 2 вересня 2013    | Не обещай                   | Мы под одним небом |
| 21 вересня 2013   | Люди-миражи                 | Мы под одним небом |
| 22 листопада 2013 | Дай мне ночь                | Мы под одним небом |
| 14 грудня 2013    | У любви моей твои глаза     | Мы под одним небом |
| 14 грудня 2013    | Так сумує весна             | Мы под одним небом |
| 14 грудня 2013    | Улетай (опера «Князь Ігор») | Мы под одним небом |
| 14 грудня 2013    | We're Under One Heaven      | Мы под одним небом |
| 3 березня 2014    | Eternity                    | TBA                |
| 29 вересня 2014   | Музыка                      | TBA                |
| 2 грудня 2014     | Два неба                    | TBA                |
| 22 червня 2015    | Короткие гудки              | TBA                |
| 22 лютого 2016    | Верь/Inner Power            | TBA                |
| 7 липня 2016      | Не тримай                   | TBA                |

### Відео
| Рік  | Назва            | Альбом             |
| ---- | ---------------- | ------------------ |
| 2013 | На твоей планете | Мы под одним небом |
| 2013 | Не обещай        | Мы под одним небом |
| 2015 | Короткие гудки   | TBA                |
| 2016 | Не тримай        | TBA                |

## Особисті відомості
Має сина Максима від першого шлюбу.
З 2013 року Аіда зустрічається з відомим білоруським спортсменом Микитою Подольським.
В 2018 Аіда розвелася з другим чоловіком — Микитою Подольським.

## Премії та номінації
Відразу після шоу, 16 грудня 2013, Аіду номінували на щорічну музичну премію YUNA-2013 як «Відкриття року». За результатами національного рейтингу «Фаворити Успіху-2013» визнана найкращою в номінації «Співачка року». Рейтинг популярності людей та подій Півдня України «Народне покликання — 2013» назвав її «Талантом року».
Відомий американський актор і продюсер Ештон Кутчер відзначив виступ Аіди на кастингу другого сезону «Х-фактора», написавши на своїй сторінці в соціальній мережі Facebook:
«Іноді те, що здається занадто гарним, щоб бути правдою, виявляється правдою». [джерело?]

## Цікаві факти
Аіда любить вигадувати дизайн одягу, це сприяло її вступу в швейний коледж. Зараз хоче створити свою лінію одягу.
З самого дитинства захоплювалася малюванням і співом. Деякий час займалася єдиноборствами, ходила на хор і танці.
У 12 років Аіду навчили їздити на мопеді, з тих пір її божевільною ідеєю стало купити мопед, пізніше це переросло в бажання купити мотоцикл, і донині Аїда хоче здійснити це.
8 червня 2013 року Аіда брала участь у конкурсі «Міні-Міс Україна 2013» як запрошений член журі.
Аіда брала участь у конкурсі «Розкрутка», який організовує популярний російський телеканал Music Box, представляючи свій дебютний кліп, та стала його переможцем 4 вересня 2013 року.
Незадовго до кастингу на телешоу «Х-фактор» пішла на курси візажу, чим і думала заробляти на життя, але доля розпорядилася інакше.
Під час телекастингу 2-го сезону відразу двоє суддів (Серьога та Ігор Кондратюк) запідозрили Аіду у використанні фонограми, тому що її голос звучав, за словами Серьоги, так чисто, як готовий аудіозапис. Після цього Аіда, виконавши решту пісні a capella, розвіяла усі підозри.